# Marpingen
Marpingen település Németországban, azon belül Saar-vidék tartományban. Lakosainak száma 10 002 fő (2023. december 31.).

## Népesség
A település népességének változása:
| Lakosok száma | 10 765 | 10 138 | 10 086 | 9962 | 9935 | 10 002 |
|               | 1975   | 2017   | 2019   | 2021 | 2022 | 2023   |